# María Luz Navarro Mayor
María Luz Navarro Mayor (Soria, 8 de abril de 1918- Madrid, 2014) fue conservadora del Museo Arqueológico Nacional desde el año 1965 al 1985, año de su jubilación. Antes fue directora del Museo Arqueológico de Gerona y por un corto periodo de tiempo ejerció como Conservadora también en el Museo Etnológico Nacional. También fue profesora agregada de latín en diversos centros públicos de Enseñanza Media.

## Biografía
Nació en la ciudad de Soria el 8 de abril de 1918. Sus padres eran Higinio Navarro, industrial, y su madre, Ángela Mayor, maestra. Se matriculó en el Instituto de Soria y obtuvo el título de bachillerato en 1933. Se trasladó a Madrid para comenzar sus estudios universitarios en 1932 en la Facultad de Filosofía y Letras, especialidad de Historia Antigua, de la Universidad Complutense de Madrid, alojándose en la Residencia Internacional de Señoritas de la calle de Fortuny, fundada y dirigida por la pedagoga María de Maeztu, en estrecha colaboración con la Institución Libre de Enseñanza. pero tuvo que interrumpir sus estudios universitarios durante la Guerra Civil, que reanudó al término de esta, para finalizar su licenciatura en 1940. 
En 1944 aprobó la oposición al Cuerpo de Profesores Agregados de Instituto como profesora de latín, y en 1945 la del Cuerpo Facultativo de Archivos, Bibliotecarios y Arqueólogos, año en que obtuvo su primer destino como conservadora y Directora del Museo Arqueológico de Gerona, puesto en el que permaneció hasta el año 1947.
Desde ese año hasta 1960 se mantuvo en situación de excedencia voluntaria del Cuerpo Facultativo de Museos por motivos familiares, aunque siguió ejerciendo como profesora de Instituto. En 1965 reingresó en el Museo Arqueológico Nacional, donde desempeñó diversos puestos como conservadora, en las secciones de Prehistoria, Edad Moderna, Gabinete Fotográfico y, el último de ellos, como responsable del Gabinete Numismático, en el cual, colaboró con diferentes profesionales Carmen Alfaro, o Octavio Gil Farrés.
Se jubiló en 1986 y murió en Madrid el 15 de abril de 2014.

## Reconocimientos
En 2020, fue incluida dentro del proyecto "Mujeres Investigadoras en los Archivos Estatales (1900-1970)" para la descripción archivística y creación de un micrositio específico en el Portal de Archivos Españoles (PARES), desarrollado entre 2020-2023. Este proyecto ha sido impulsado por la Subdirección General de Archivos Estatales, con el objetivo visibilizar la labor de investigación realizada en España por las mujeres en el intervalo 1900-1970 partiendo de los registros documentales que se conservan en los Archivos de Gestión de los AAEE del Ministerio de Cultura (el Archivo Histórico Nacional, el Archivo de la Corona de Aragón, el Archivo General de Simancas, el Archivo General de Indias, el Archivo de la Real Chancillería de Valladolid, el Archivo General de la Administración y el Centro de Información Documental de Archivos).